# Exocentrus raffrayi
Exocentrus raffrayi là một loài bọ cánh cứng trong họ Cerambycidae.